# Graves de Communi Re
Graves de Communi Re (лат.  — Об опасностях для общества) — энциклика папы римского Льва XIII от 18 января 1901 о христианской демократии.

## История
Энциклика «Graves de Communi Re» представляла собой обращение к епископам Римско-католической церкви, опубликованное через 10 лет после «Rerum Novarum» (1891). В «Rerum Novarum» Лев XIII провозгласил новую социальную доктрину церкви и для её реализации учредил общественное движение. В силу различных идеологических предпочтений католиков, возникло несколько толкований «Rerum Novarum». Движение также называлось его сторонниками по-разному: «народное христианское движение», «христианский социализм», «социальное христианство», «христианская демократия». Именно последний вариант стал официальным в «Graves de Communi Re». Папа римский также попытался внести коррективы в идеологию движения, подчеркнув его неполитический характер. Однако эти попытки оказались неудачными, и впоследствии Ватикан согласился, чтобы христианская демократия стала политическим движением.

## Содержание
«Graves de Communi Re» начинается с краткого обзора индустриализации, которая привела к обострению экономических противоречий и распространению пагубных, с точки зрения Ватикана, учений. Лев XIII особо подчёркивает ошибочность социализма. Он характеризует социал-демократию как идеологию, которая стремится передать всю власть народу, ликвидировать все различия по классу или рангу, уничтожить частную собственность и передать всё имущество в общественную собственность.
Напротив, центральная идея «Rerum Novarum» состояла в том, что права и обязанности обоих классов (капиталистов и рабочих) взаимосвязаны и вытекают из их зависимости друг от друга. Возникшее общественное движение привело к появлению множества католических организаций: бюро по образованию, сельских банков, обществ взаимопомощи, профсоюзов.
Дав этому движению название «христианская демократия», Лев XIII тут же отвечает на критику. Критикам не нравилось, что слово «демократия» предполагает предпочтение народовластия другим политическим системам, ограничивает деятельность христиан заботой о бедных и даже подстрекает к атакам на легитимную власть. (На рубеже XX века идея демократии отчасти противопоставлялась либерализму, конституционной монархии и республике). Папа говорит, что справедливость священна для христианской демократии и что право на частную собственность не подлежит сомнению. Он требует, чтобы движение следовало духу Церкви и фокусировалось на вопросах справедливости и морали, но держалось в стороне от политики, обосновывая это независимостью законов природы и Писания от конкретных форм правления. Папа римский особо подчёркивает, что забота о бедных не означает пренебрежительного отношения к высшим классам общества, которые вносят значительный позитивный вклад в общественное благосостояние. Движение должно исходить из идеи христианского братства и единства, которое охватывает все классы общества.

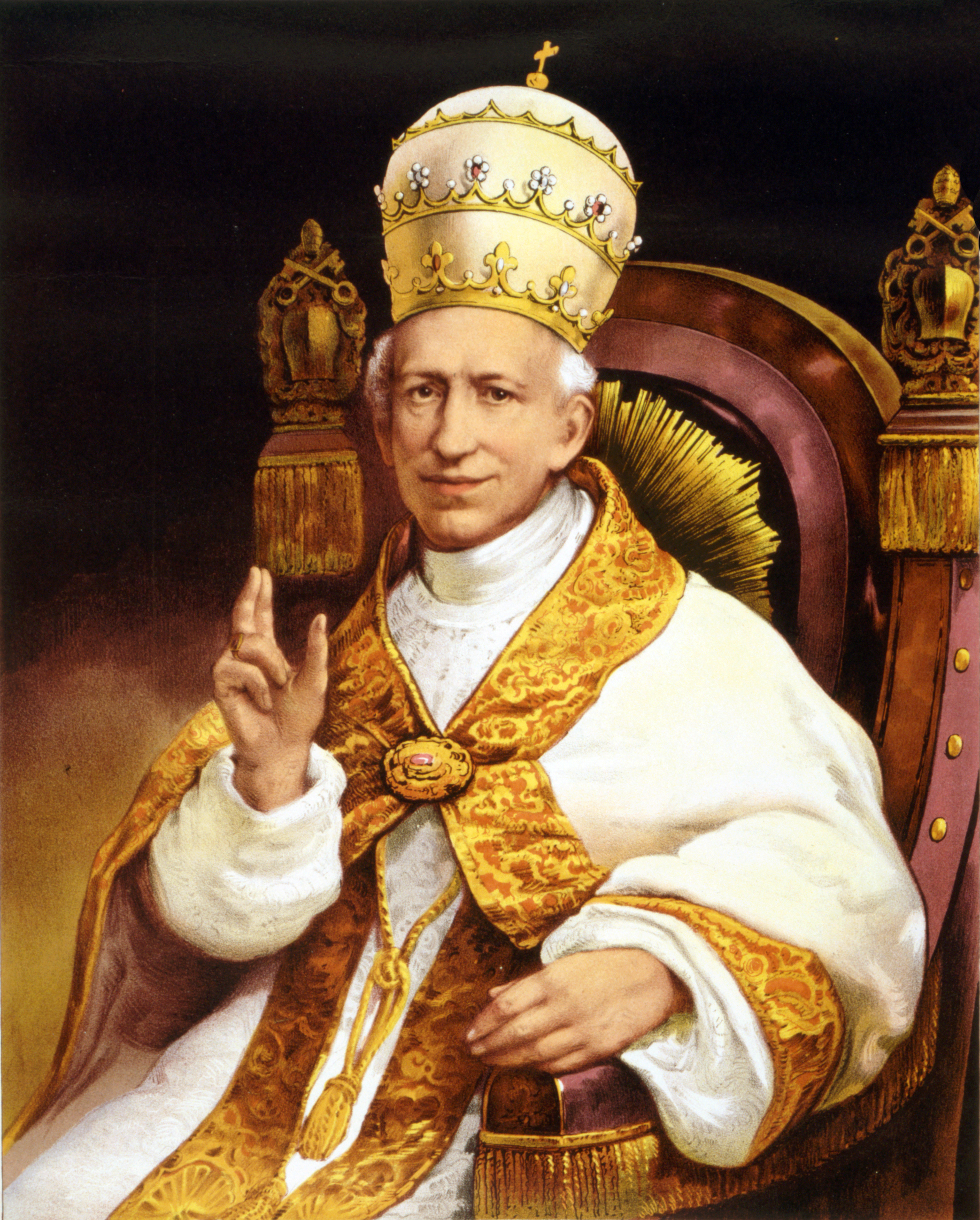
Папа римский Лев XIII

Согласно энциклике, социальный вопрос не просто носит экономический характер, а неразрывно связан с моралью и религией. Лев XIII предупреждает, что социальной помощи и улучшения условий труда недостаточно, чтобы рабочие стали обеспеченными людьми: важную роль играют нравственность, жизненные установки и трудолюбие.
Особую роль Лев XIII отводит христианской любви и связанным с ней милосердием. Он не соглашается с социалистами, которые считают, что милосердие унижает человеческое достоинство. «Никто не настолько богат, чтобы не нуждаться в чужой помощи; никто не настолько беден, чтобы не быть в состоянии приносить хоть какую-то пользу своим собратьям», — говорится в энциклике. Реализацией справедливости провозглашается система, в которой все члены общества охвачены взаимной заботой во имя общего блага.
Обращаясь к политической, экономической и интеллектуальной элитам, энциклика призывает их содействовать общему благу. Плюрализм во мнениях не должен нарушать единство воли, а права индивидуальных организаций и активистов не должны раскалывать единство движения. Лев XIII настойчиво просит донести до народа ряд принципов: воздерживаться от бунтарских действий, не посягаться на права других, уважать власти, добросовестно выполнять свою работу, ценить семейную жизнь, соблюдать религиозные обряды и в трудные минуты обращаться за утешением к Церкви. В заключение папа римский говорит о необходимости надзора со стороны епископов над всеми индивидуальными и коллективными проектами в рамках движения.